# Guido Gallese
Guido Gallese (ur. 18 marca 1962 w Genui) – włoski duchowny katolicki, biskup Alessandrii od 2012.

## Życiorys
Święcenia kapłańskie otrzymał 29 września 1990 z rąk kardynała Giovanniego Canestri i został inkardynowany do archidiecezji Genui. Pracował głównie jako duszpasterz parafialny, był także m.in. wicerektorem seminarium, wykładowcą na miejscowym wydziale teologicznym i dyrektorem wydziału kurialnego ds. uniwersytetów.
20 października 2012 papież Benedykt XVI mianował go ordynariuszem diecezji Alessandrii. Sakry biskupiej udzielił mu 11 listopada 2012 arcybiskup Genui kard. Angelo Bagnasco. Uroczysty ingres do katedry odbył się 25 listopada 2012.